# Herschbach
Herschbach település Németországban, Rajna-vidék-Pfalz tartományban. Lakosainak száma 3069 fő (2023. december 31.).

## Népesség
A település népességének változása:
| Lakosok száma | 2221 | 2771 | 2773 | 2879 | 2999 | 3069 |
|               | 1975 | 2017 | 2019 | 2021 | 2022 | 2023 |